# Walter Werzowa
Walter Werzowa (nascido em 15 de dezembro de 1960) é um compositor austríaco, produtor e dono do estúdio de produção musical Musikvergnuegen. Ele é mais conhecido por compor o jingle da Intel e pelo sucesso dos anos 1980 "Bring Me Edelweiss", como parte da banda Edelweiss.

## Biografia
Walter Werzowa nasceu em Viena, Áustria, onde estudou guitarra elétrica e música eletrônica na Vienna Musik Hochschule. Sua colaboração com Otto M. Zykan abriu portas para a música clássica contemporânea. Walter se mudou para os Estados Unidos após o fim da banda Edelweiss e estudou música de filmes na Universidade do Sul da Califórnia. Werzowa já foi citado como "O guru da marca sonora". Ele e sua esposa Evelyn moram em Los Angeles com seus três filhos Camille, Julien, e Lucca.

## Carreira
Werzowa é conhecido por ter composto e produzido o jingle da Intel, que é tocado em algum lugar do mundo a cada cinco minutos.
Além de marca sonora, Werzowa também compõe música para filmes. Recentemente, ele trabalhou no filme 8, dirigido por Wim Wenders. Anteriormente, ele tinha feito os temas principais dos filmes Eraser, Taking Lives, The Hunted, Yippee e The Devil and Daniel Johnston (que ganhou um prêmio no Festival Sundance de Cinema).
Ele também compôs o tema da série Nova, e trabalhou em campanhas para a Samsung, Delta Air Lines, GM Goodwrench e LG.